# خره زیره
جزیره خَرَه زیرَه (ترکی آذربایجانی: Xǝrǝ Zirǝ Adası) یک جزیره در جنوب خلیج باکو در دریای کاسپین است. این جزیره بزرگ‌ترین جزیره مجمع‌الجزایر باکو است که در نزدیکی باکو، پایتخت جمهوری آذربایجان جای دارد.

## جغرافیا
مساحت این جزیره ۳٫۵ کیلومتر مربع (۱٫۴ مایل مربع)، درازای آن حدود ۲٫۴ کیلومتر (۱٫۵ مایل) و پهنای آن حدود ۱٫۶ کیلومتر (۱٫۰ مایل) است. این جزیره دارای یک زبانه ساحلی است که به طرف جنوب غربی گسترش می‌یابد. این جزیره دارای ذخایر آکدالایت و آلومینیوم و یک گل‌فشان است.
نزدیک‌ترین شهر به این جزیره الت است که تا بخش جنوبی جزیره در حدود ۱۳ کیلومتر (۸ مایل) فاصله دارد.

## سوخت‌های فسیلی
این جزیره مرکزی برای گسترش استخراج گاز دریایی در نزدیکی مخزن نفتی بولا دنیز است که از سال ۱۹۶۸ در حال استخراج است. این ذخایر بزرگ‌ترین ذخایر گاز یافت‌شده در جمهوری آذربایجان پیش از شاه دنیز است که بیش از ۴ بیلیون فوت مکعب (۱۱۰ میلیارد متر مکعب) ذخیره گاز داشت.